# Тараклійське водосховище
Тараклійське водосховище (рум. Lacul de acumulare Taraclia), розташоване на річці Ялпуг у межах АТУ Гагаузія та Тараклійського району, (Молдова). Свою назву водоймище отримало від міста Тараклія, розташованого за 3 км на південний схід, униз за течією річки. Уздовж правого берега водосховища на відстані 1 км проходить траса E584. Висота над рівнем моря — 20,84 м.

## Гідрологічний режим та параметри
Водосховище руслового типу, з наповненням (відповідно до проєкту) з озера Ялпуг (басейн Дунаю), розташованого на 26,5 км нижче за течією річки Ялпуг. Регулювання стоку — сезонне.
Основне призначення при проєктуванні:
- виключення непродуктивних скидів води із магістрального каналу;
- скорочення нормативної потужності передніх насосних станцій магістрального каналу;
- формування гарантованих запасів води для зрошення, водопостачання, рибництва, відпочинку.

Початкові параметри:
- довжина — 8,5 км;
- ширина: середня — 1800 м, найбільша — 2100 м[3];
- глибина: середня — 4,1 м, найбільша — 8,5 м[3];
- площа водного дзеркала за нормального підпірного рівня — 15,1 км², за найменшого робочого рівня — 7,0 км²[3];
- об'єм води: повний статичний — 62,0 млн м³, корисний — 50,0 млн м³[3];
- позначка нормального підпірного рівня — 22,5 м, найменшого робочого рівня — 18,0 м[3].

Гідротехнічні споруди:
- земляна гребля без отвору, довжина — 2264 м, ширина по гребеню — 20 м, найбільша висота — 12,1 м.

## Історія створення
Зрошувальна система в складі Тараклійського водосховища, введеного в експлуатацію 1982 року, мала стати найбільшою зрошувальною системою Молдови. За проєктом вона мала охоплювати 171 тис. га. Перша черга зрошення охопила 24,2 тис. га на території 12 господарств Вулканештського, Чадир-Лунзького та Комратського районів.
За проєктом джерелом води була річка Дунай. Зведення в 70-х роках XX століття греблі між річкою Дунай та озером Ялпуг знизило інтенсивність водообміну між ними у 6-7 разів, що призвело до засолення озера. Будівельні роботи припинили, було розроблено комплекс заходів із розсолення озера Ялпуг, проводилися роботи, але після розпаду СРСР їх припинили.
Нині фахівці оцінюють проєкт негативно через великий вплив на навколишнє середовище та значні витрати електроенергії на перекачування води. Крім того, реалізація проєкту призвела б до засолення та содифікації сільськогосподарських земель. Це пов'язано з кліматичними умовами регіону, які сприяють накопиченню солей у ґрунті, оскільки сезонні випари перевищують кількість опадів.

## Сучасний стан
Нині водне живлення водосховища здійснюється з півночі, річкою Ялпуг. Гідротехнічне обладнання та установки не діють, на схилах греблі спостерігається ерозія. Зафіксовано руйнування огороджувальних плит та розмиття бетонної основи. Водойму здають в оренду і використовують для розведення риби.
Таблиця 1. Гідрохімічні показники якості води у Тараклійському водосховищі.
| Гідрохімічні показники якості | 2019  | 2019  | 2019  | 2020  | 2020  | 2020  | 2021  | 2021  | 2021  | 2021  |
| Гідрохімічні показники якості | 14.05 | 21.08 | 20.11 | 19.02 | 15.07 | 21.10 | 15.02 | 20.04 | 22.07 | 20.10 |
| БПК5                          | V     | V     | V     | IV    | V     | V     | IV    | V     | III   | IV    |
| ХСК                           | IV    | V     |       |       | V     |       | IV    | IV    | IV    | IV    |
| Хлорид-іони                   | V     | V     | V     |       |       |       |       |       |       |       |
| Іони магнію                   | V     |       | V     |       |       |       |       |       |       |       |
| Na++K+                        | V     | V     | V     | V     | V     | V     |       |       |       |       |
| Сульфат-іони                  |       |       | IV    |       |       |       |       |       |       |       |
| Твердість                     | IV    |       | IV    |       |       | III   | IV    |       |       | III   |
| Амонійний азот                | IV    | III   | IV    | III   | IV    | IV    | III   |       | III   | III   |
| Загальний фосфор              |       |       | IV    |       | III   | III   |       | IV    | IV    |       |
| Мінеральний фосфор            |       | III   | III   |       | III   |       |       | IV    |       |       |
| Завислі речовини              | V     | V     | V     |       |       |       |       |       |       |       |
| Мінералізація                 | V     |       |       |       |       | V     | V     | V     | V     | V     |
| Продукти нафти                | III   |       |       |       |       |       |       |       |       |       |
| pH                            |       | V     |       |       |       |       |       |       |       |       |
| Азот нітритний                |       |       |       | III   |       |       |       | III   | IV    |       |
| Ортофосфати                   |       |       |       |       |       |       |       |       | III   |       |
| Залізо                        |       |       |       |       |       |       |       |       |       | III   |

Нині найзначніший антропогенний вплив на водосховище чинить річка Ялпуг, у води якої у верхній течії скидаються неочищені стоки промислових та господарських об'єктів, розташованих уздовж річки.
Протягом 2019—2021 років, з метою визначення гідрохімічних показників якості води в Тараклійському водосховищі, проведено лабораторні дослідження, за результатами яких встановлено класи якості поверхневих вод. Якість води у водосховищі віднесено до V класу якості (дуже забруднені). Гідрохімічні показники якості води в Тараклійському водосховищі наведено в таблиці 1.
При цьому зафіксовано значне перевищення встановлених норм: у 30 разів для Na++K+; у 10,8 раза — для завислих речовин; у 8,2 раза — для ХСК; у 6,2 раза — для загальної мінералізації; у 4,8 раза — для йонів магнію; у 5,76 раза — для хлорид-іонів; у 3,4 раза — для хлориду амонію; у 3,4 раза — для амонійного азоту; у 2,86 разів — для БПК; у 2,2 раза — для твердості і 1,8 раза — для нафтопродуктів, що містяться у воді.